# Шатунов, Владимир Фёдорович
Владимир Фёдорович Шатунов (род. 26 мая 1948, Киров) — советский борец классического стиля, чемпион и призёр чемпионатов СССР, призёр чемпионата Европы, мастер спорта СССР международного класса (1971), Заслуженный тренер России (2002).

## Биография
Увлёкся борьбой в 1965 году. Выступал в наилегчайшей весовой категории (до 52 кг). В 1968 году выполнил норматив мастера спорта СССР. Участвовал в девяти чемпионатах СССР (1968—1977). Победитель международных турниров. Тренировался у Германа Бабошина. В 1977 году оставил большой спорт.

## Спортивные результаты
- Чемпионат СССР по классической борьбе 1972 года — ;
- Чемпионат СССР по классической борьбе 1974 года — ;
- Классическая борьба на летней Спартакиаде народов СССР 1975 года — ;
- Чемпионат СССР по классической борьбе 1976 года — ;